# 데이빈슨 로메로
데이빈슨 호엘 로메로(스페인어: Deibinson Joel Romero, 1986년 9월 24일 ~)는 도미니카 공화국의 야구 선수이자, 현재 멕시코 멕시칸 리그 로호스 델 아길라 데 베라크루스의 내야수이다.

## 미국 프로야구시절
마이너리그에서 10시즌을 활동했다. 2006년 미네소타 트윈스에 입단하였다.

## 한국 프로야구시절

### 두산 베어스시절
2015년 KBO 리그 잭 러츠의 대체 외국인 타자로 영입되었다.  6월 7일 넥센과의 경기에서 한국프로야구 데뷔 첫 연타석 홈런을 기록하였다. 이 경기에서 두산은 9-4 승리를 거두었다.
하지만 후반기 들어서 좋지 못한 모습을 보였고 한국시리즈에서도 무안타에 실책을 기록하면서 재계약을 하지 못했다.
2015 시즌 76경기에 출전해 타율 0.253, 12홈런, 67안타, 50타점을 기록하였다. 차기 시즌에는 그를 대신하여 닉 에반스가 영입된다.

## 미국 프로야구복귀
2016년 2월 2일 지난 시즌 삼성 라이온즈에서 활약했던 타일러 클로이드와 함께 뉴욕 양키스와 마이너 계약을 체결했다.